# Strobice (Pakosławice)

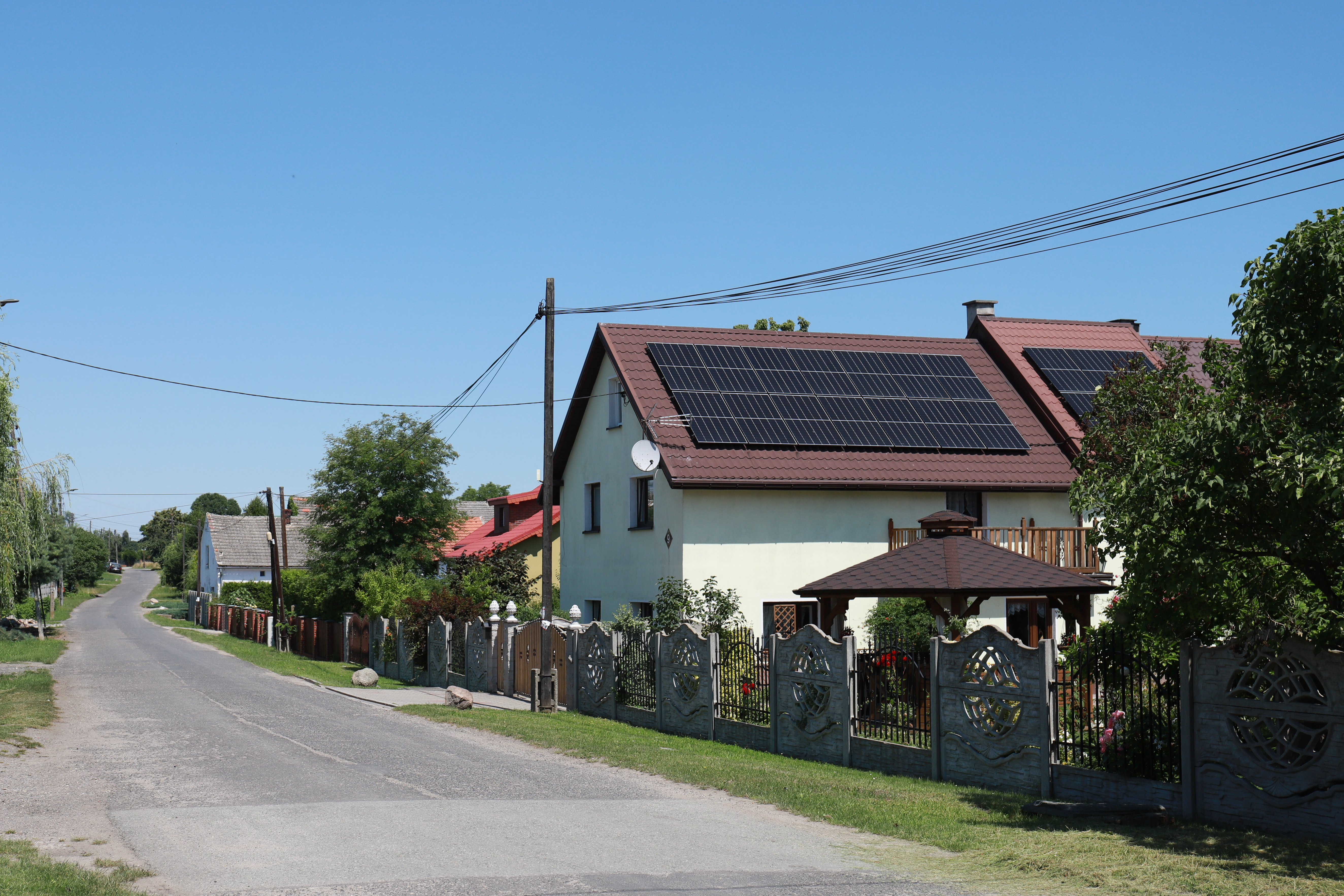
Ortsansicht

Strobice (deutsch Struwitz) ist eine Ortschaft der Landgemeinde Pakosławice in Polen. Sie liegt im Powiat Nyski (Kreis Neisse) in der Woiwodschaft Opole.

## Geographie

### Geographische Lage
Das Straßendorf Strobice liegt im Südwesten der historischen Region Oberschlesien. Der Ort liegt etwa zwei Kilometer südöstlich des Gemeindesitzes Pakosławice, etwa sechs Kilometer nordöstlich der Kreisstadt Nysa und etwa 49 Kilometer südwestlich der Woiwodschaftshauptstadt Opole.
Strobice liegt in der Nizina Śląska (Schlesische Tiefebene) innerhalb der Równina Grodkowska (Grottkauer Ebene). Der Ort liegt an der Landesstraße Droga krajowa 46. Südlich des Dorfes fließt die Cielnica (Tellnitz), ein linker Zufluss der Glatzer Neiße.

### Nachbarorte
Nachbarorte von Strobice sind im Norden der Gemeindesitz Pakosławice (Bösdorf), im Osten Prusinowice (Waltdorf), im Südwesten Hanuszów (Hannsdorf) sowie im Westen Bykowice (Beigwitz).

## Geschichte

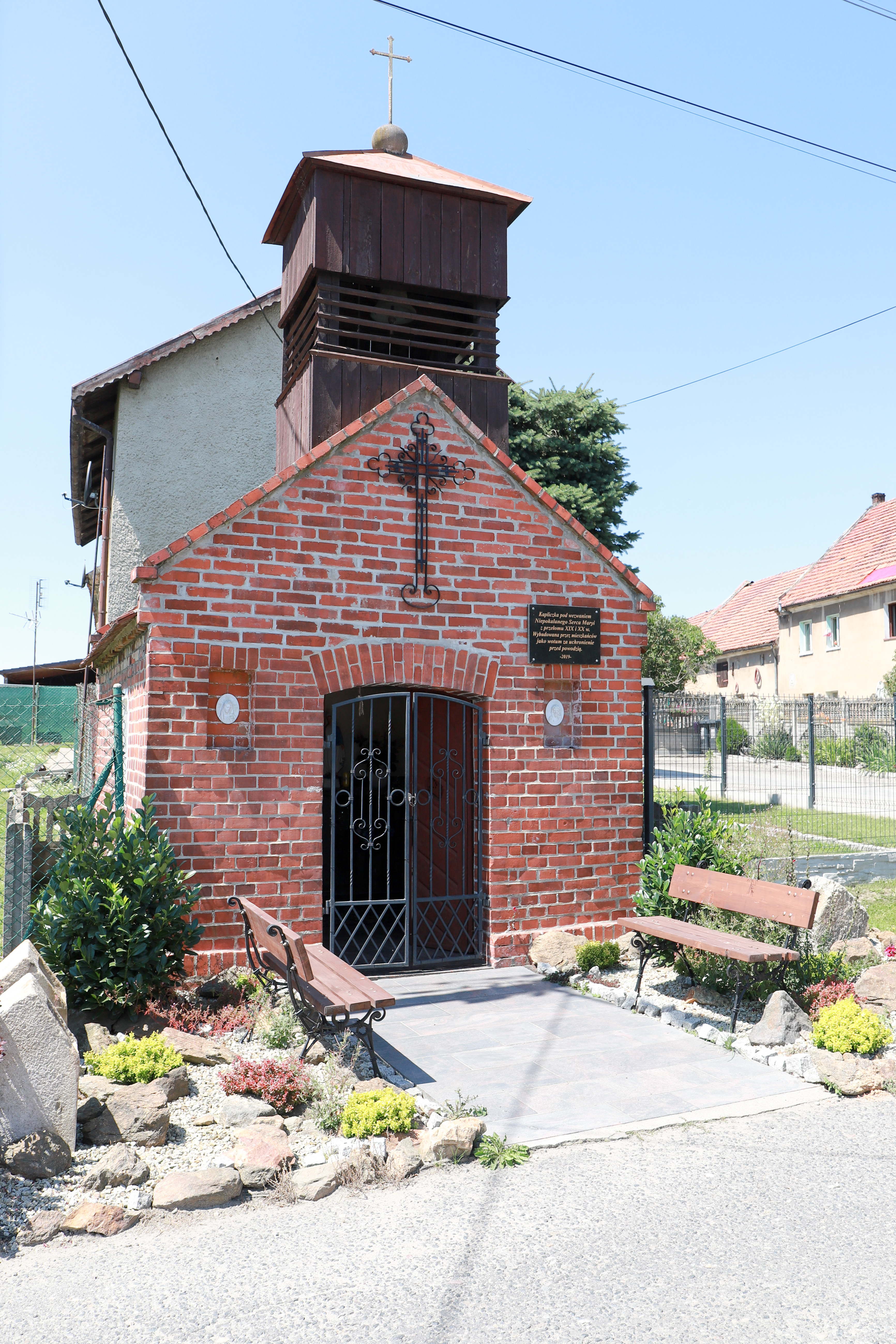
Die wiederaufgebaute Kapelle aus dem 19./20. Jahrhundert

Der Ort wurde 1298 erstmals als Strobitz erwähnt. In dem Werk Liber fundationis episcopatus Vratislaviensis aus den Jahren 1295–1305 wird der Ort ebenfalls als Strobitz erwähnt.
Nach dem Ersten Schlesischen Krieg 1742 fiel Struwitz mit dem größten Teil Schlesiens an Preußen.
Nach der Neuorganisation der Provinz Schlesien gehörte die Landgemeinde Struwitz ab 1816 zum Landkreis Neisse im Regierungsbezirk Oppeln. 1845 bestanden im Dorf eine Kapelle sowie weitere 29 Häuser. Im gleichen Jahr lebten in Struwitz 180 Menschen, davon einer evangelisch. 1855 lebten 196 Menschen im Ort. 1865 bestanden im Ort neun Bauer-, neun Gärtner- und sieben Häuslerstellen. Eingeschult und eingepfarrt waren die Bewohner nach Bösdorf. 1874 wurde der Amtsbezirk Bösdorf gegründet, welcher aus den Landgemeinden Beigwitz, Bösdorf, Rieglitz, Sengwitz und Struwitz und dem Gutsbezirk Sengwitz bestand. 1885 zählte Struwitz 184 Einwohner.
1925 lebten in Struwitz 163 Menschen. Am 18. August 1936 wurde der Ort im Zuge einer Welle von Ortsumbenennungen der NS-Zeit in Struwendorf umbenannt. Bis 1945 befand sich das Dorf im Landkreis Neisse.
1945 kam Struwendorf unter polnische Verwaltung, bevor es mit dem Zwei-plus-Vier-Vertrag auf völkerrechtlich an Polen kam, und wurde in Strobice umbenannt. 1950 kam Strobice zur Woiwodschaft Opole. 1999 kam der Ort zum wiedergegründeten Powiat Nyski.